# Gordon Gray
Gordon Joseph Gray (Edinburgh, 10 augustus 1910 - aldaar, 19 juli 1993) was een Brits geestelijke en kardinaal van de Rooms-Katholieke Kerk.
Gray bezocht de Holy Cross Academy in Edinburgh en het Saint Joseph's Seminary in Mark Cross. Hij werd in 1935 gewijd tot priester en studeerde vervolgens nog vier jaar aan de Universiteit van St Andrews, waar - sinds de reformatie - de eerste katholieke prietster was die er afstudeerde. Hij werkte als priester in het aartsbisdom Saint Andrews en Edinburgh en werd in 1947 rector van het Saint Mary's College in Blairs, nabij Aberdeen.
Paus Pius XII benoemde hem in 1951 tot aartsbisschop van Saint Andrews en Edinburgh. Hij koos als wapenspreuk Spiritus Sanctus Subveniet (De heilige Geest zal (mij) bijstaan). Gray nam deel aan het Tweede Vaticaans Concilie.
Paus Paulus VI creëerde hem kardinaal in het consistorie van 28 april 1969. De Santa Chiara a Vigna Clara werd zijn titelkerk. Kardinaal Gray nam deel aan het conclaaf van augustus 1978 dat leidde tot de verkiezing van paus Johannes Paulus I en aan dat van oktober 1978, waarbij paus Johannes Paulus II werd gekozen.
In 1985 ging hij met emeritaat. Hij werd opgevolgd door Keith Michael Patrick O'Brien. Hij overleed in 1993. Zijn lichaam werd bijgezet in de crypte van Saint Mary's Cathedral in Edinburgh.
- Bibliothèque nationale de France: cb124913858 (data)
- Gemeinsame Normdatei: 12352234X
- International Standard Name Identifier: 0000 0000 7821 2290
- Library of Congress Control Number: n96057206
- Nationale Bibliotheek van Israël: 987007262068205171
- Nederlandse Thesaurus van Auteursnamen: 068257295
- Système universitaire de documentation: 03412408X
- Virtual International Authority File: 72303226
- WorldCat: E39PBJy8q9GTxYr6kpTMKGxxDq